# Axel Häfner
Axel Häfner (* 1965 in Bensberg) ist ein deutscher Schauspieler und Hörspielsprecher.

## Leben
Seine schauspielerische Ausbildung erhielt Axel Häfner von 1992 bis 1995 als Eleve am Schauspiel Köln. Zeitgleich nahm er Sprechunterricht am Theater der Keller und an der Musikhochschule Wuppertal. Bis 1998 gehörte er dem Ensemble des Schauspiels Köln an, danach hatte er bis zum Beginn der 2000er-Jahre Gastverträge. Häfner spielte dort unter bekannten Regisseuren wie Karin Beier, Frank-Patrick Steckel oder Werner Schroeter.
Seit Mitte der 1990er-Jahre arbeitet Häfner umfangreich vor der Kamera, häufig als Gastdarsteller in Serien. Durchgehende Rollen hatte er 2001 als Manni Teckhoff in der Serie Die Kumpel und ab 2003 in 16 Folgen der Serie Das Büro in der Rolle des Hausmeisters Horst Malitzki.
Häfners Stimme ist seit der Jahrtausendwende bekannt durch zahlreiche Hörspielproduktionen des Westdeutschen Rundfunks, unter anderem wirkte er 2008 im allerersten Radio-Tatort-Beitrag Der Emir mit. Er ist als Off-Sprecher tätig und moderiert diverse Veranstaltungen, unter anderem auf dem medizinischen Sektor.
Nach acht Jahren Bühne am Schauspiel Köln arbeitet er seit 1998 als freier Schauspieler und Sprecher.
Axel Häfner lebt in Köln.

## Filmografie (Auswahl)
- 1996–1997: Lukas – Cocos Kinderwunsch/In geheimer Mission
- 1998: Alarm für Cobra 11 – Die Autobahnpolizei – Im Fadenkreuz
- 1999: Der Fahnder – Riemanns Mörder
- 2000: Die Motorrad-Cops – Hart am Limit – Ein Blick zu viel
- 2000: Schimanski: Tödliche Liebe
- 2000: Tatort – Die Frau im Zug
- 2001: Herzrasen
- 2001: Die Kumpel (9 Folgen als Manni Teckhoff)
- 2002: Tattoo
- 2002: Kolle – Ein Leben für Liebe und Sex
- 2002: SK Kölsch – Götterdämmerung
- 2002: Nick Knatterton – Der Film
- 2003: Das Wunder von Bern
- 2003: SOKO Köln – Elf Freunde sollt ihr sein
- 2003–2004: Das Büro (16 Folgen als Hausmeister Horst Malitzki)
- 2005: Balko – Auf den Hund gekommen
- 2005: Pastewka – Der Test
- 2006: Die Wilden Hühner
- 2006: Die Wache – Auf der Flucht
- 2006: Typisch Sophie – Verrückte Gefühle
- 2006: Lindenstraße – Hunger
- 2007: Der Bulle von Tölz: Krieg der Camper
- 2007: Wilsberg – Unter Anklage
- 2007: SOKO Rhein-Main – Die Hoffnung stirbt zuletzt
- 2008: Remarque – Sein Weg zum Ruhm
- 2008: Strafstoß (Kurzfilm)
- 2009: SOKO Köln – Mord im Brauhaus
- 2009: Pfarrer Braun – Glück auf! Der Mörder kommt!
- 2009: Verbotene Liebe (2 Folgen als Paule Brink)
- 2009: Kommissar Stolberg – Ein starker Abgang
- 2010: SOKO Leipzig – Fragen der Ehre
- 2011: Fröhlicher Frühling – mit Wolfgang & Anneliese
- 2011: Heiter bis tödlich: Henker & Richter – Gemopst
- 2012: Auf Herz und Nieren – Die Maske
- 2013: Tatort – Die chinesische Prinzessin
- 2014: Der Lehrer – Sie reden auch erst und denken dann, oder?
- 2016: Der Hodscha und die Piepenkötter
- 2016: Phoenixsee (3 Folgen als Rudi Galonska)
- 2017: Heldt – Die Entführung
- 2017: Wendy 2 – Freundschaft für immer
- 2018: Phoenixsee
- 2019: Neo Magazin Royale
- 2021: Lucy ist jetzt Gangster

## Hörspiele (Auswahl)
- 2000: Die letzte Reise der Titanic – Autor: Karlheinz Koinegg – Regie: Klaus-Dieter Pittrich
- 2001: Angry Boy – Autor: Friedemann Schulz – Regie: Thomas Werner
- 2003: Im Namen von Ismael – Autor: Giuseppe Genna – Regie: Fabian von Freier
- 2003: Moses – Autor: Karlheinz Koinegg – Regie: Angeli Backhausen
- 2005: Tod in Lissabon – Autor: Robert Wilson – Regie: Walter Adler
- 2008: Radio-Tatort: Der Emir – Autor: Peter Meisenberg – Regie: Thomas Leutzbach
- 2008: Ein Drei-Tassen-Problem – Autor: Stefan Winges – Regie: Christoph Pragua
- 2009: Die Tore der Welt – Autor: Ken Follett – Regie: Martin Zylka
- 2009: Kap der Finsternis – Autor: Roger Smith – Regie: Martin Zylka
- 2011: Der Flüsterer – Autor: Klaus-Peter Wolf – Regie: Thomas Leutzbach
- 2012: Gut und Böse – Autor: Erhard Schmied – Regie: Angeli Backhausen
- 2013: Daemon – Autor: Daniel Suarez – Regie: Petra Feldhoff